# Ljubiša Savić
Ljubiša "Mauzer" Savić ( em sérvio:  Љубиша Маузер Савић) 11 de agosto de 1958 - 7 de junho de 2000 era um comandante paramilitar bósnio-sérvio e um político pós-guerra.  Ele liderou a Guarda Panteri durante a Guerra da Bósnia de 1992-1996. Suas ações na guerra incluíram a anexação de Bijeljina as forças da República Srpska, bem como a libertação dos cercos das vilas Smoluća e Tinja. 
Após a guerra, ele se tornou chefe de polícia em Bijeljina. Ele foi morto por três homens armados que atiraram contra seu jipe. Savić já havia sofrido atentados contra a vida sendo um deles em julho de 1998 quando dois ex-soldados da Republika Srpska, Stojan Maksimović e Vladimir Neretljak, foram mortos em uma explosão do lado de fora de sua casa. Após o incidente, Savić acusou Momčilo Krajišnik, então líder do Partido Democrático Sérvio e acusou elementos pró-Belgrado nos serviços de segurança da entidade de tentarem plantar uma bomba embaixo de seu carro. 
Em 1997, juntou forças com a então presidente da República Srpska, Biljana Plavšić, que havia recentemente deixado o Partido Democrático Sérvio, para lançar campanhas anticorrupção. Essas campanhas resultaram na prisão de várias pessoas por corrupção, inclusive apoiadores de Radovan Karadžić, como Joja Tintor.  Os Garda Panteri também eram conhecidos por terem flagrado contrabandistas durante a Guerra da Bósnia, que eram controlados pela SDS e pelo governo da República Srpska. 

## Vida
Antes da Guerra da Bósnia, Ljubiša Savić trabalhou em Bijeljina como assistente social. 
Durante guerra da Bósnia entre 1992 e 1995, Savić comandou a Guarda Panteri (em sérvio:  Гарда Пантери), que mais tarde foi incorporada como uma unidade especial nas forças armadas da República Srpska. Além de outras unidades paramilitares sérvias, como a Guarda Voluntária Sérvia sob Željko "Arkan" Ražnatović, Savić e sua unidade estavam envolvidas na conquista de sua cidade natal, Bijeljina. Após a conquista, chegou ao massacre de Bijeljina, no qual 48 a 78 civis foram mortos. A unidade de Savić também rompeu os cercos de várias cidades menores durante a guerra. 
Savić era o comandante do campo de prisão de Batković em Bijeljina, estabelecido em junho de 1992 em uma fazenda onde cerca de 1.200 a 1.700 prisioneiros de guerra não sérvios e um terço dos civis também foram detidos "para sua própria proteção". No campo, os prisioneiros estavam alojados em condições precárias e havia maus-tratos de prisioneiros militares e civis por soldados sérvios, mesmo com fatalidades. 
Após a guerra, Savić tornou-se chefe de polícia em Bijeljina . Enquanto ele lutava contra a corrupção na República Srpska, bem como prendia funcionários de alto escalão do governo, incluindo simpatizantes de Karadžić, seu número de inimigos crescia constantemente. Joja Tintor, ex-conselheiro de Karadžić, foi preso por Savić na primavera de 1998, mas foi ordenado por seus superiores para  libertar Tintor apesar de várias provas. Ele respondeu a esse pedido, mas continuou seus esforços contra a corrupção. 
Savić foi vítima de vários ataques. Em julho de 1998, ele escapou por pouco da morte por uma bomba colocada sob seu carro. Nesse assassinato, no entanto, dois de seus ex-companheiros morreram. Após a tentativa de captura de Milovan Bjelica, um amigo próximo de Savić, Srdjan Knežević, foi morto a tiros em frente à sua casa em Pale. Savić também era membro da unidade especial de polícia fundada após o ataque. Logo após o assassinato, ele prendeu sete suspeitos, incluindo simpatizantes de Karadžić mais uma vez. No entanto, após acusações de tortura, ele foi posteriormente proibido de fazer mais trabalhos policiais e libertou os suspeitos. Como resultado, Savić ficou ainda mais isolado e só conseguiu proteger seus antigos camaradas da Guarda Panteri. 

## Morte
Savić foi morto a tiros em seu veículo perto de uma estação ferroviária em 7 de junho de 2000, quando parou brevemente para levar uma idosa para casa. Segundo relatos de testemunhas oculares, outro veículo apareceu de repente, do qual Ždrale, já condenado por assassinato e liberado não oficialmente, abriu fogo com uma arma de fogo automática. Savić foi atingido por seis das treze balas disparadas e foi morto instantaneamente. Acredita-se que ele foi vítima de uma gangue criminosa. 
Sua morte foi precedida por vários meses de constante observação e análise de seu modo de vida por Ždrale, que, juntamente com duas pessoas desconhecidas, preparou o assassinato. Ele adquiriu armas, munição, veículo, roupas e rádios. Em 2010 que ele foi condenado, pois sua liberação não estava registrada nos arquivos e, portanto, ele tinha um álibi. 
Savić foi enterrado em sua aldeia natal, Kovačići, perto de Bijeljina, junto de sua família, amigos e ex-camaradas. 

## Política
Ljubiša Savić foi um dos membros fundadores da Srpska Demokratska Stranka (SDS) em Bijeljina. Em 1996, ele deixou o SDS, cujo líder foi Radovan Karadžić por um longo tempo. Ele então fundou seu próprio partido chamado Demokratska Stranka (RS); isso participou da aliança partidária composta por cinco partidos, Demokratski Patriotski Blok (DPB), que teve sucesso nas eleições de 14 de setembro de 1996 com dois deputados (incluindo o próprio Savić), entrando no Parlamento da República Srpska.  No verão de 1997, ele também apoiou a campanha anticorrupção da então presidente da República Sérvia, Biljana Plavšić, que havia saído recentemente da SDS. 